# Annabella Stropparo
Annabella Stropparo (ur. 4 lipca 1968 w Bassano del Grappa) – włoska kolarka górska i przełajowa, brązowa medalistka mistrzostw Europy MTB.

## Kariera
Pierwszy sukces w karierze Annabella Stropparo osiągnęła w 1997 roku, kiedy zdobył brązowy medal w cross-country podczas mistrzostw Europy MTB w Silkeborgu. W zawodach tych wyprzedziły ją jedynie Chantal Daucourt ze Szwajcarii oraz Rosjanka Ałła Jepifanowa. Rok wcześniej wystąpiła na igrzyskach olimpijskich w Atlancie, gdzie rywalizację w cross-country ukończyła na szóstej pozycji. Ponadto w sezonach 1999 i 2004 zajmowała trzecie miejsce w klasyfikacji generalnej cross-country Pucharu Świata w kolarstwie górskim. W pierwszym przypadku lepsze okazały się tylko Kanadyjka Alison Sydor oraz Gunn-Rita Dahle z Norwegii, a w drugim Gunn-Rita Dahle i Marie-Hélène Prémont z Kanady. Startowała także w wyścigach przełajowych, zdobywając między innymi sześć tytułów mistrzyni Włoch (w latach 2000, 2001, 2003, 2004, 2005 i 2006). Nigdy nie zdobyła medalu na mistrzostwach świata w kolarstwie górskim ani mistrzostwach świata w kolarstwie przełajowym.